# Phytoliriomyza conspicua
Phytoliriomyza conspicua är en tvåvingeart som först beskrevs av Sehgal 1968.  Phytoliriomyza conspicua ingår i släktet Phytoliriomyza och familjen minerarflugor. Inga underarter finns listade i Catalogue of Life.